# Disperis oppositifolia
Disperis oppositifolia là một loài thực vật có hoa trong họ Lan. Loài này được Sm. mô tả khoa học đầu tiên năm 1808.